# Johan Magnus Barckman
Johan Magnus Barckman, född 16 maj 1773, död 30 mars 1811 i Ulricehamns församling, Älvsborgs län, var en svensk borgmästare och riksdagsman.
Johan Magnus Barckman var borgmästare i Ulricehamn. Han var riksdagsman i borgarståndet för staden vid riksdagen 1809/10 och var då ledamot i lagutskottet och det förstärkta statsutskottet.